# Park Narodowy Pollino
Park Narodowy Pollino – park narodowy założony 11 marca 1988 położony na południu Włoch w regionach Basilicata oraz Kalabria na terenach prowincji Cosenza, Matera oraz Potenza. Park leży w sumie na obszarach 56 gmin z czego 24 należą do regionu Basilicata (22 w prowincji Potenza i 2 w prowincji Matera) i 32 w regionie Kalabrii. Park Narodowy Pollino zajmuje powierzchnię około 1925 km² i jest tym samym największym parkiem narodowym Włoch.

## Geografia
Park znajduje się na terenie południowych Apeninów w Masywie Orsomarso oraz w Masywie Pollino od którego czerpie swoją nazwę, z najwyższymi szczytami: Serra Dolcedorme 2267 m n.p.m.(szczyt pokryty jest śniegiem przez wiele miesięcy w roku), Pollino 2248 m n.p.m., Serra del Prete 2181 m n.p.m., Serra delle Ciavole 2127 m n.p.m. oraz Serra di Crispo 2053 m n.p.m. Park rozciąga się od Morza Tyrreńskiego po Morze Jońskie.

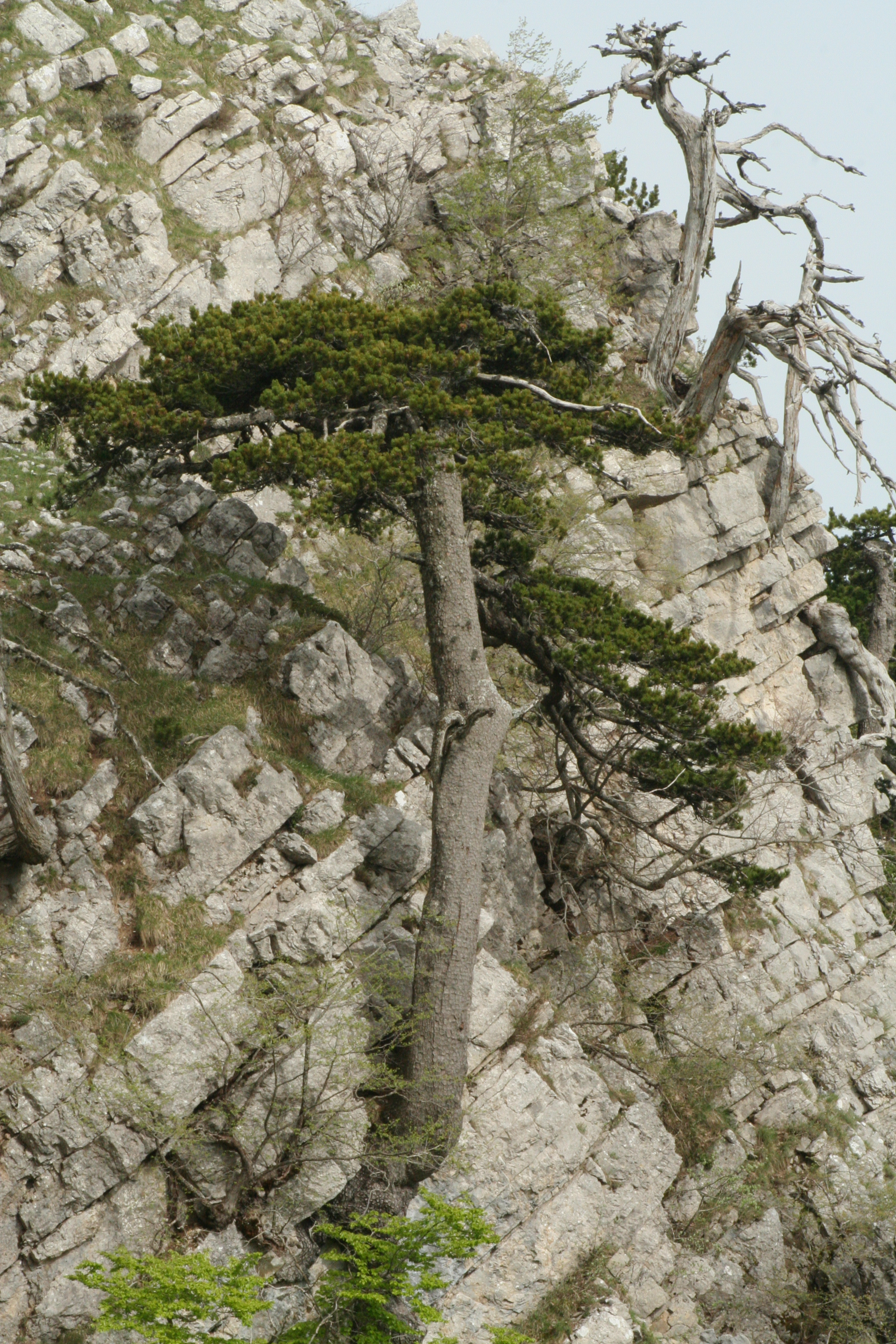
Sosna bośniacka na terenie parku

 Obszar parku oprócz zaśnieżonych szczytów Apeninów charakteryzują wąwozy, kaniony, jaskinie oraz formy polodowcowe takie jak kotły polodowcowe, moreny czy głazy narzutowe.

## Flora i Fauna
Obszar parku pokryty jest takimi drzewami jak buki, kasztanowce, dęby można również spotkać rzadką sosnę bośniacką.
Rodzaje roślinności zależą od wysokości i tak dla pasma od wybrzeża do 800 m n.p.m. można wyróżnić dąb ostrolistny, dąb omszony, klon francuski, pistacja kleista, jałowiec pospolity, jałowiec fenicki, Juniperus oxycedrus, mirt czy chruścina jagodna. Obecny tu garig charakteryzują takie rośliny jak Cistus salvifolius, Thimus capitatus czy Teucrium fruticans.
Obszar od 800 do 1100 m n.p.m. zdominowały takie rośliny jak dąb omszony, dąb burgundzki, dąb węgierski, Carpinus orientalis, kasztan jadalny, klon jawor czy olsza sercowata.
Ze zwierząt zamieszkujących park warto wyróżnić takie jak wilk apeniński, sarna, dzięcioł czarny, sokół wędrowny, puchacz zwyczajny. Z owadów znaleźć można m.in. zagrożonego wyginięciem bogatka wspaniałego czy nadobnice alpejską.